# 5954 Epikouros
5954 Epikouros este o planetă minoră (asteroid), cu un diametru de 5,695 km, din centura de asteroizi. A fost descoperită pe 19 august 1987 la Observatorul La Silla de Eric Walter Elst și a fost numită după Epicur. 
Obiectul prezintă o orbită caracterizată de o semiaxă mare de 2,4491879 UAi, o excentricitate de 0,17, o înclinație de 6,50853 ° în raport cu ecliptica.